# Joanna Jereczek-Lipińska
Joanna Alina Jereczek-Lipińska – polska językoznawczyni, dr hab. nauk humanistycznych, profesor uczelni Instytutu Filologii Romańskiej i prodziekan Wydziału Filologicznego Uniwersytetu Gdańskiego.

## Życiorys
W 2000 r. obroniła pracę doktorską pt. Skostnienia językowe w prasie francuskiej, której promotorem był prof. Józef Sypnicki, w 2010 r. habilitowała się na podstawie pracy zatytułowanej Postępująca dezideologizacja dyskursu politycznego w erze internetu. Została zatrudniona na stanowisku adiunkta w Katedrze Filologii Romańskiej na Wydziale Filologicznym Uniwersytetu Gdańskiego.
Jest profesorem uczelni w Instytucie Filologii Romańskiej i prodziekanem na Wydziale Filologicznym Uniwersytetu Gdańskiego, a także członkiem Rady Dyscypliny Naukowej – Językoznawstwa Uniwersytetu Gdańskiego.
Była dyrektorem Instytutu Filologii Romańskiej Wydziału Filologicznego Uniwersytetu Gdańskiego.
30 czerwca 2022 roku otrzymała Srebrny Krzyż Zasługi.